# 石川佳純
石川 佳純（いしかわ かすみ、1993年〈平成5年〉2月23日 - ）は、山口県山口市出身の元卓球選手、スポーツキャスター、解説者。愛称はかすみん。身長157cm。体重49kg。血液型O型。左利き。両面裏ソフトドライブ主戦型。ITTF世界ランキング最高位は3位。段級位は9段。全農所属。Tリーグは木下アビエル神奈川に所属しており背番号は7であった。
ロンドン五輪、リオデジャネイロ五輪、東京五輪日本代表（共にシングルス及び団体）。
2023年5月1日、現役引退を表明。

## 来歴

### 「愛ちゃん」2世
1993年2月23日、山口県山口市に生まれる。両親は共に元卓球選手で、福岡大学卓球部の同期。卒業後、父は読売広告西部に入社し、ニッタククラブ、母は福岡日産自動車にそれぞれ所属して結婚まで選手として活動していたが、父の転勤で山口県に移住、父は同地のクラブに移籍、母も出産後活動を再開し、国体の山口県代表となった。山口市立平川小学校の1年の時に近所で行われていた白石卓球クラブの練習に連れて行かれたことを契機に遊び半分で卓球を始め、7歳の誕生日に両親からユニフォームを贈られて本格的に卓球を始めた。元国体選手の母・久美の指導を受け、練習3か月で全日本選手権バンビの部（小学2年以下）山口県予選を2位通過し、本選でもベスト64に入った。才能を確信した両親は、山口市の自宅に卓球場を造った。
母が指導する「山口ジュニアクラブ」で腕を磨き、土日は毎週のように各地で開かれる大会に参加し、大人相手に実戦経験を積んだ。小学校6年で出場した2005年1月の全日本卓球選手権・女子シングルスでは高校生と大学生を破り3回戦に進出し、「愛ちゃん2世」として話題になった。
2005年4月に大阪の四天王寺羽曳丘中学校へ進学し、福原愛がかつて在籍したミキハウスJSC卓球部に所属してチームメイトと寮生活する。2006年の全日本選手権では5回戦まで進出して同年春に日本代表候補入りした。
視力が0.1のため眼鏡を愛用してきたが、2006年からコンタクトレンズに替えた。

### 国内選手権の制覇
中学2年で出場した2007年1月の全日本卓球選手権大会では6回戦で高校生の石垣優香を4-0で破り、福原愛以来となる中学生でのベスト8進出。13歳11か月での8強入りは福原の13歳1か月に次ぐ史上2位の年少記録だった。準々決勝で社会人の樋浦令子を4-3で破り、史上最年少でのベスト4入りした。
全日本選手権ベスト4が招待されたジャパントップ12卓球大会は、予選リーグ初戦で全日本選手権ジュニアの部決勝で勝利した四天王寺高校の藤井優子に敗れたが、2戦目で十六銀行の田勢美貴江にストレート勝ちし、ゲームポイント計算で決勝トーナメントに進んだ。準決勝の対戦相手は同門の先輩である2007年の全日本選手権優勝者の平野早矢香で、先に2ゲームを先取するものの、その後4ゲーム連取され逆転負けとなり、ベスト4となった。
2007年2月26日、同年5月からの世界選手権代表（クロアチア・ザグレブ）のダブルスに史上最年少で抜擢された。
2008年1月、全日本選手権シングルスで2年連続ベスト4入り。同年2月の世界選手権団体メンバー（5人）にも選ばれた。同年4月、四天王寺高校に進学。1年生のときの全国高校総体卓球シングルスでは、決勝で同じ高校の先輩の藤井優子を4-0で破り、1年生チャンピオンとなった。1年生のインターハイ優勝は女子では57年ぶりである。
2008年 - 2009年の高校1年在籍中の1年間でインターハイ、国体、選抜、全日本ジュニアと高校生レベルの国内4大会を高校1年生で完全制覇を達成した。
2011年1月、全日本選手権シングルスで初優勝した。
2015年1月の全日本卓球選手権で女子シングルス、ダブルス、混合ダブルスの三冠達成は1960年の山泉和子以来54年ぶり2人目である。

### 世界舞台への挑戦
2009年、世界ランキング99位で出場した世界卓球選手権（個人）横浜大会では、2回戦で世界ランキング10位の帖雅娜（香港）にゲームカウント0-3、第4ゲームも3-9と劣勢の中から大逆転勝ちした。その後も3回戦で福岡春菜、4回戦でユ・モンユ（シンガポール）にも勝ちベスト8入りした。準々決勝では世界ランク1位の張怡寧（中国）と対戦し、1-4とゲームを取る善戦をした。日本人女子選手が世界選手権でベスト8入りしたのは2003年パリ大会の福原愛以来である。同年（2009年）の全国高校総体（インターハイ）では、シングルス全試合で1ゲームも落とすことなく優勝して連覇した。
2010年1月に全日本選手権ジュニア女子の部で優勝し、史上初めて4連覇する。松平健太とペアで優勝した混合ダブルスと合わせて2冠となる。5月の世界選手権（団体）で4勝（2敗）を挙げ、日本女子の5大会連続銅メダルに貢献する。メダルをかけた準々決勝の韓国戦に3番手として出場し、世界ランク16位の唐汭序をゲームカウント0-2から3ゲームを奪い大逆転した。7月のITTFプロツアー・モロッコオープンでシングルス初優勝した。8月の全国高等学校総体（インターハイ）で、女子シングルスを制して女子で史上初の3連覇した。同年12月の第8回世界ジュニア卓球選手権の女子団体で中国の8連覇を阻止し初優勝し、シングルスダブルスでも準優勝した。ジュニア大会だが、世界タイトルイベントで日本女子団体種目優勝は1971年世界卓球選手権（名古屋大会）女子団体優勝以来39年ぶりとなる。
2011年1月22日に17歳10か月で全日本卓球選手権大会女子シングルスで初優勝した。高校生の全日本女王は1988年の佐藤利香以来4人目となる。第51回世界卓球選手権個人戦終了後の5月16日付世界ランキングでロンドンオリンピックのシングルス出場が決定し、2012年6月には世界ランキング5位に浮上した。

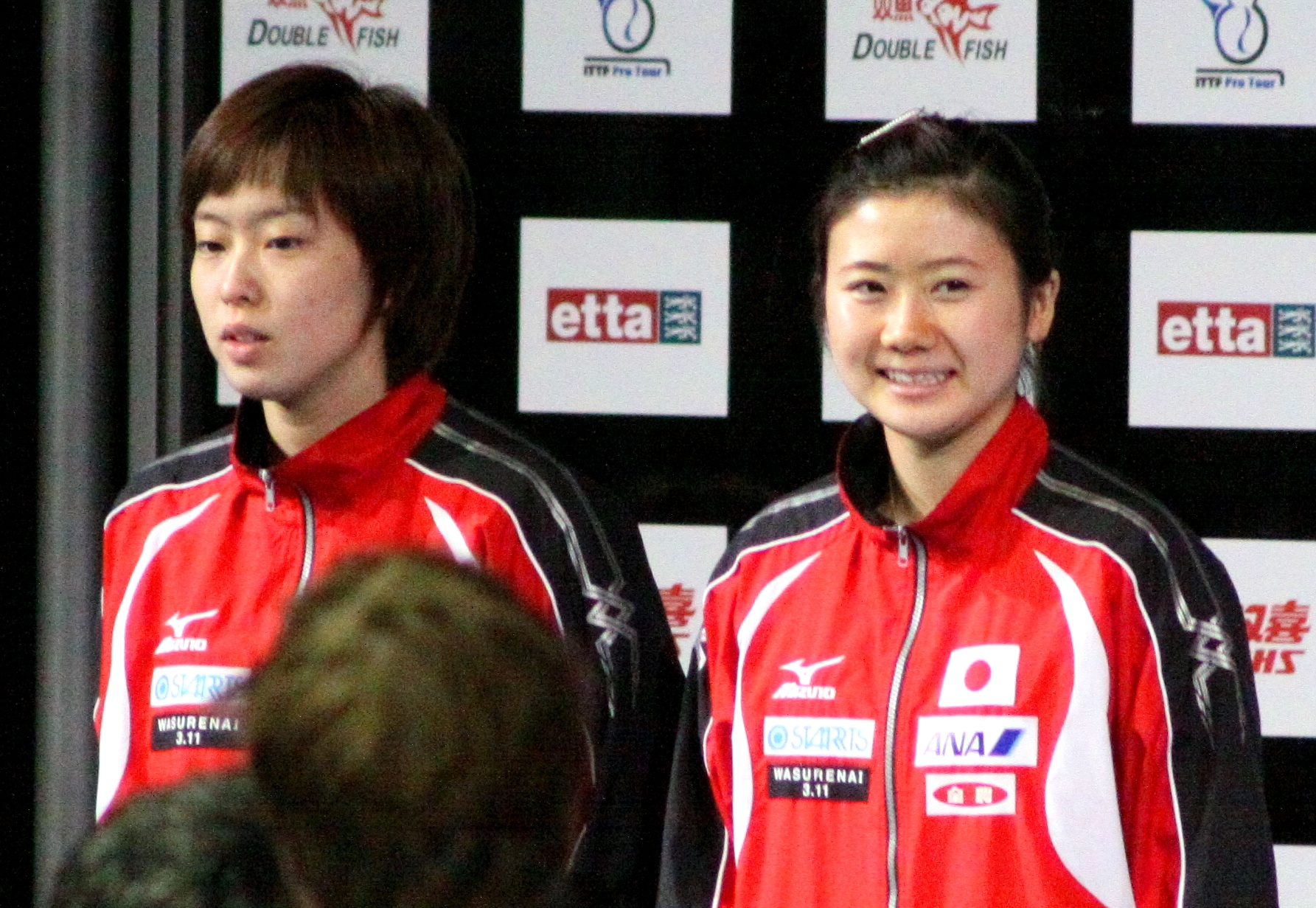
2011ワールドツアーグランドファイナルの石川佳純(左)

### ロンドン五輪以降
ロンドンオリンピックのシングルスで、第4シードとして3回戦から登場してカンビン・リ（オーストリア）を4-2で下し、4回戦はチェン・リー（ポーランド）を4-1で、準々決勝は王越古（シンガポール）を4-1で破り、オリンピックのシングルスで日本勢男女通じて初めて準決勝へ進出する。メダルを賭けた準決勝は、第2シードの李暁霞（中国）に1-4で、3位決定戦は馮天薇（シンガポール）に0-4で敗れて獲得ならなかったが、日本勢史上最高の4位入賞となる。福原愛、平野早矢香とともに出場した団体戦は準決勝でシンガポールを破り、決勝で中国に敗れたが2位となり卓球界初のオリンピックメダルとなる銀メダルを獲得した。
帰国後の8月17日に生まれ故郷の山口県山口市で、本人による人力車によるパレードが行われた。山口市の渡辺純忠市長は「世界を舞台に活躍した石川選手は社会に明るい希望と活力を与えた」とたたえ、「市民栄誉賞」の第一号を贈った。

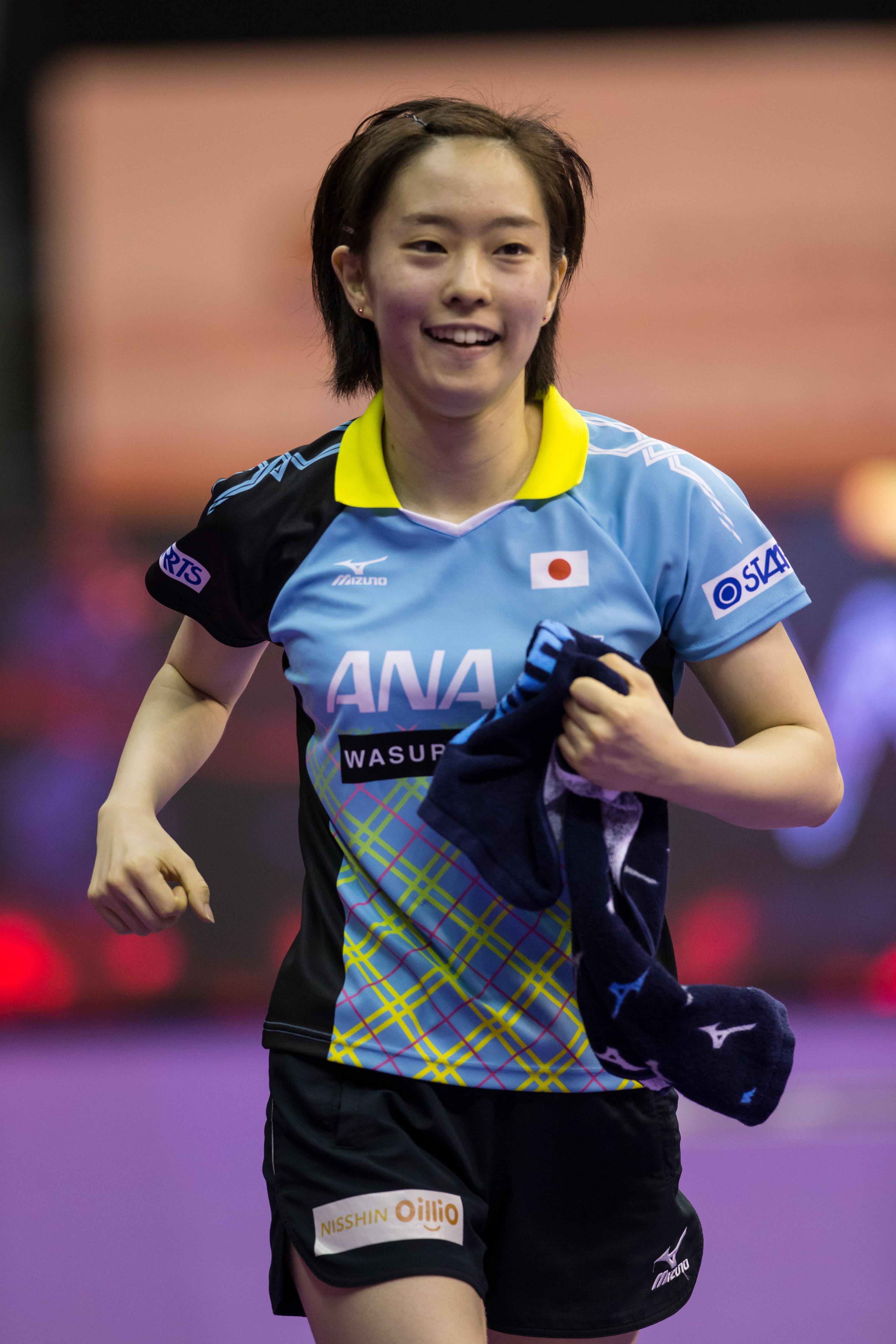
2016年の世界選手権

2013年度から2015年度の全日本卓球選手権女子シングルスを3連覇した。2015年1月に世界ランキングで自己最高の4位に浮上した。同年9月発表の世界ランキングで日本人最高の5位となり、2016年リオデジャネイロオリンピック女子シングルス、および団体戦代表に選出された。シングルスでは第4シードとして3回戦から登場。キム・ソンイ（北朝鮮）との初戦、最終セットに右脹脛の痙攣を起こすもその後4ポイント連取するなど粘りを見せたが、フルセットの末敗れ初戦敗退となった。キムは最終的に銅メダルを獲得した。試合後のコメントで「（右足の異常は）そんなにプレーにも影響しなかったので大丈夫」と痙攣は直接的な敗因ではないことを説明している。団体戦では全試合シングルスのみに出場し、1回戦から3位決定戦まで全勝しエースとして日本代表を牽引する活躍を見せ、2大会連続でメダルを獲得した。2016年度の全日本卓球選手権シングルスは決勝まで勝ち進んだが平野美宇に敗れ4連覇を逃した。2017年2月に世界ランキングで自己最高の3位に浮上した。
2017年より中国スーパーリーグに参戦予定であったが、リーグ開幕直前に外国人選手の出場ができない方針となった。同年の全日本卓球選手権シングルスは準決勝で伊藤美誠に敗れ、2011年から続く連続決勝進出記録が7で止まった。
2018年5月の世界卓球選手権ではキム・ソンイ（コリア）と最終セットまで死闘を繰り広げたが、3-2で勝利し銀メダル獲得した。
2018年10月に国内で始まったTリーグで、神奈川県のチーム「木下アビエル神奈川」に所属した。
2019年の第55回世界卓球選手権個人戦で吉村真晴と混合ダブルスで銀メダルを獲得して3大会連続のメダルとなった。のちに平野と東京五輪シングルス代表選考基準で世界ランキングを競い、最終戦のワールドツアー・グランドファイナルで共に1回戦敗退となり、2020年1月の世界ランキングで日本人2位以内が確実となり 、東京五輪シングルス代表選考基準を満たした。

### 東京五輪
2020年1月6日に東京五輪シングルス・団体の代表に内定したことが発表された。
2021年、2020年度全日本卓球選手権女子シングルスで伊藤美誠と決勝で対戦、ゲームカウント1-3の劣勢から3ゲームを連取して2015年度大会以来5度目の優勝した。
2020年東京オリンピックでは日本選手団副主将を務める。卓球競技の女子シングルスでは準々決勝まで進出したが、準々決勝でシンガポールの于夢雨に1-4で敗れた。

### 引退
2023年5月1日に現役引退を表明し、5月18日に引退会見を開いた。引退後は主にスポーツキャスター、解説者として活躍している。

## プレースタイル
左シェークハンド・オールラウンド型。ラバーは裏裏で、フォアハンド、サーブを得意とする。
バックハンドはこれまで課題だったが、2007年1月の全日本ではバックでもかなり実力が上がっている事を証明した。予測能力も高く、状況に柔軟に対応できる。
デビュー時に「愛ちゃん2世」とマスコミで取り沙汰されたがプレースタイルは異なる。尊敬する選手は王楠、目標とする選手は郭躍で、ともに左利きの中国人である。
近藤欽司（当時日本代表監督）は、北京オリンピック前には「オリンピック代表候補の選考に入る一人」と語っていた。また、西村卓二（元日本代表監督）は、「福原と同じく日本の宝」とその才能を賞賛している。

## 人物
芸能人では伊藤英明・倖田來未・松本潤のファン。特に伊藤については『海猿』のうちわをロンドンオリンピックの際に持っていったほど。また倖田とは、かつては一ファンとしてライブを見に行っていたが、現在は友達付き合いする仲で、2014年2月に発売された倖田のアルバム『Bon Voyage』には石川への応援曲「U KNOW」 が収録された。松本はドラマ『花より男子』を見てファンになり、憧れの好きな男性芸能人として挙げるほど。
東京オリンピック前に『オードリーさん、ぜひ会ってほしい人がいるんです。』（中京テレビ）の公式YouTubeチャンネルを閲覧した。番組MCの若林正恭（オードリー）は石川の大ファンであると公言し、若林が自身のファンであると知ってから『オードリーのオールナイトニッポン』（ニッポン放送）を聴き始めた。
毎週見るバラエティ番組は『全力!脱力タイムズ』（フジテレビ）。
5学年下の妹の石川梨良も左利きの元卓球選手であり、青山学院大学女子卓球部の主将を務めた。
岩谷直治、岩谷時子は遠縁の親戚。元岩手大学農学部学長石川武男は大叔父である。アナウンサーの三上大進、HKT48の豊永阿紀、声優の豊永実紀姉妹ははとこにあたる。

## 年表
- 2005年 3月 山口市立平川小学校 卒業
- 2005年 4月 四天王寺羽曳丘中学校入学 （入学を機に、ミキハウスJSCに所属）
- 2007年 総務省のさわやか行政サービスのポスターに起用される[30]。
- 2007年10月 山口警察署一日署長就任
- 2008年 3月 四天王寺羽曳丘中学校卒業
- 2008年 4月 四天王寺高等学校入学
- 2011年 3月 四天王寺高等学校卒業（ミキハウスJSC脱退）
- 2011年 4月 IMGとマネージメント契約（IMG=スポーツマネージメントプロモーション）
- 2011年 7月 全農に所属（全農=全国農業協同組合連合会が所属スポンサー）
- 2011年10月 第66回国民体育大会で男子空手の井渕智とともに炬火最終走者を務めた[31]。
- 2012年 5月 日本卓球リーグ所属の日立化成女子卓球部に、リーグゴールド選手として登録[32]。
- 2013年 4月 アシックスのアドバイザリースタッフに就任
- 2023年5月1日 現役引退

## 主な戦績
2004年
- 全日本卓球選手権大会（ホープスの部）：優勝

2005年
- 全国中学校卓球大会：シングルス ベスト32、団体優勝（四天羽中2年連続3度目）
- 全日本卓球選手権大会（カデットの部）：13歳以下シングルス優勝
- 全日本卓球選手権大会（カデットの部）：ダブルス優勝（酒井春香ペア）

2006年
- 1月 全日本卓球選手権大会：ジュニアの部ベスト8
- 8月 全国中学校卓球大会：シングルス優勝、団体優勝（四天羽中3年連続4度目）
- 9月 ITTFプロツアー・ジャパンオープン荻村杯：出場（一般代表初出場）
- 全日本卓球選手権大会（カデットの部）：14歳以下シングルス優勝
- 全日本卓球選手権大会（カデットの部）：ダブルス 2位（俵美幸ペア）
- 12月 世界ジュニア選手権大会：シングルス ベスト16

2007年
- 1月 全日本卓球選手権大会：シングルス ベスト4 、ジュニア優勝
- 2月 ジャパントップ12卓球大会：3位
- 5月 第49回世界卓球選手権個人戦（クロアチア・ザグレブ大会）：平野早矢香（ミキハウス）とダブルス、松平健太（青森山田高）と混合ダブルス出場
- 8月 全国中学校卓球大会：シングルス優勝（2連覇）、団体優勝（四天羽中4年連続5度目）
- 11月 2007アシアカップ（ベトナム）：3位（同予選リーグで世界ランキング8位の王越古〈シンガポール〉を下す）

2008年
- 1月 全日本卓球選手権大会：女子シングルス ベスト4入り（2年連続）、ジュニア優勝（2連覇）
- 2月 ジャパントップ12卓球大会：3位（2年連続）
- 3月 第49回世界卓球選手権団体戦（広州大会）：3位
- 8月 インターハイ：学校対抗優勝、シングルス優勝、ダブルス3位（藤井優子ペア）
- 10月 第63回国民体育大会（大分）：少年女子優勝（大阪少年女子2連覇）（藤井優子、酒井春香、石川佳純）

2009年
- 1月 全日本卓球選手権大会：女子ダブルス初優勝（平野早矢香ペア）、女子ジュニア優勝（3連覇）、女子シングルス ベスト8
- 3月 第36回 全国高等学校選抜卓球大会：女子学校対抗 優勝（四天王寺高校）
- 5月 第50回世界卓球選手権個人戦（横浜大会）：シングルス ベスト8
- 7月 ITTFプロツアー・モロッコオープン：ダブルス優勝 （福原愛ペア）
- 8月 インターハイ：学校対抗準優勝、シングルス優勝（2連覇）、ダブルス優勝（酒井春香ペア）
- 9月 第64回国民体育大会（新潟）：少年女子優勝（大阪少年女子3連覇）（酒井春香、石川佳純、高橋真梨子）
- 12月 第5回東アジア競技大会：ダブルス優勝（福原愛ペア）、団体3位,混合ダブルス3位（岸川聖也ペア）
- 12月 世界卓球選手権団体戦（モスクワ大会）国内選考会：1位

2010年
- 1月 全日本卓球選手権大会：女子ジュニア優勝（4連覇）、混合ダブルス優勝（松平健太ペア）、女子シングルス ベスト8
- 2月 ジャパントップ12卓球大会：優勝
- 2月 ITTFプロツアー・カタールオープン：U21優勝
- 3月 ITTFプロツアー・ドイツオープン：ダブルス優勝（福原愛ペア）
- 3月 第37回 全国高等学校選抜卓球大会：女子学校対抗 優勝（四天王寺高校）
- 5月 第50回世界卓球選手権団体戦（モスクワ大会）：3位
- 7月 ITTFプロツアー・モロッコオープン：シングルス優勝、ダブルス優勝（樋浦令子ペア）
- 8月 インターハイ：シングルス優勝（3連覇）
- 10月 ITTFプロツアー・ハンガリーオープン：ダブルス優勝 （福原愛ペア）
- 11月 ITTFジュニアサーキットファイナル：女子シングルス優勝
- 11月 第16回アジア競技大会（広州）：女子ダブルス3位（福原愛ペア）、混合ダブルス3位（松平健太ペア）
- 12月 第8回世界ジュニア選手権大会：女子団体初優勝（石川、森薗、谷岡、前田）、シングルス準優勝、ダブルス準優勝（森薗美咲ペア）

2011年
- 1月 全日本卓球選手権大会：女子シングルス初優勝、混合ダブルス準優勝（松平健太ペア）
- 1月 ITTFプロツアー・イングランドオープン：U-21優勝
- 4月 ITTFプロツアー・スペインオープン：U-21優勝
- 4月 第20回日本卓球リーグ・ビッグトーナメント（石川大会）：準優勝
- 5月 第51回世界卓球選手権個人戦（ロッテルダム大会）：シングルス ベスト16
- 8月 ITTFプロツアー・チリオープン：シングルス優勝,ダブルス優勝（平野早矢香ペア）
- 10月 ITTFプロツアー・スウェーデンオープン：U-21優勝
- 11月 LIEBHERR2011ワールドチームカップ：準優勝（石川、福原、平野）
- 11月 第9回世界ジュニア選手権大会：女子団体準優勝（石川、谷岡、前田、丹羽）
- 11月 ITTFプロツアーグランドファイナル：ダブルス準優勝（福原愛ペア）、U-21優勝

2012年
- 1月 全日本卓球選手権大会：女子シングルス準優勝
- 1月 ITTFワールドツアー・スロベニアオープン：U-21優勝
- 2月 ITTFワールドツアー・カタールオープン：U-21優勝
- 2月 第20回アジア選手権 女子団体 3位[33]
- 4月 ITTFワールドツアー・スペインオープン：U-21優勝
- 4月 ITTFワールドツアー・チリオープン：U-21優勝
- 5月 ITTFワールドツアー・韓国オープン：U-21優勝
- 6月 ITTFワールドツアー・ジャパンオープン：U-21優勝
- 8月 ロンドンオリンピック：シングルス4位、女子団体2位（石川、福原、平野）
- 12月 平成24年度日本卓球リーグプレーオフJTTLファイナル4〔内閣総理大臣杯〕：優勝（日立化成ゴールド選手として参戦）
- 12月 ITTFワールドツアーグランドファイナル：U-21優勝

2013年
- 1月 全日本卓球選手権大会：女子シングルス準優勝
- 1月 ITTFワールドツアー・オーストリアオープン：女子ダブルス準優勝（森園美咲ペア）
- 2月 ジャパントップ12卓球大会：優勝
- 2月 ITTFワールドツアー・クウェートオープン：女子ダブルス準優勝（森園美咲ペア）
- 3月 ワールドチームカップ（中国・広州）：女子団体準優勝
- 4月 ITTFワールドツアー・韓国オープン：女子シングルス準優勝
- 4月 アジアカップ：3位
- 7月 第21回アジア選手権 女子団体 3位[34]

2014年
- 1月 全日本卓球選手権大会：女子シングルス優勝、ダブルス優勝（平野早矢香ペア）
- 5月 第52回世界卓球選手権団体戦（東京大会）：準優勝
- 6月 ITTFワールドツアー・ジャパンオープン：女子シングルス準優勝
- 9月 第17回アジア競技大会　卓球　女子団体：準優勝（福原愛・平野美宇・平野早矢香・若宮三紗子）
- 10月 2014卓球ワールドカップ女子シングルス：3位
- 11月 ITTFワールドツアー・ロシアオープン：女子シングルス優勝、女子ダブルス優勝（平野早矢香ペア）
- 12月 平成26年度日本卓球リーグプレーオフJTTLファイナル4〔内閣総理大臣杯〕：優勝（日立化成ゴールド選手として参戦）

- 12月 ITTFワールドツアーグランドファイナル：女子シングルス優勝

2015年
- 1月 全日本卓球選手権大会：女子シングルス優勝、ダブルス優勝（平野早矢香ペア）、混合ダブルス優勝（吉村真晴ペア）
- 5月 第53回世界卓球選手権個人戦（蘇州大会）：混合ダブルス準優勝（吉村真晴ペア）
- 5月 ITTFワールドツアー・フィリピンオープン：女子シングルス優勝
- 8月 ITTFワールドツアー・ブルガリアオープン：女子シングルス優勝
- 11月 2015卓球ワールドカップ女子シングルス：準優勝（銀メダルは日本人初[35]）

2016年
- 1月 全日本卓球選手権大会：女子シングルス優勝
- 1月 ITTFワールドツアー・ドイツ：女子シングルス準優勝
- 3月 第53回世界卓球選手権団体戦（クアラルンプール大会）：準優勝
- 8月 リオデジャネイロオリンピック：シングルス3回戦、女子団体3位（石川、福原、伊藤）
- 11月 ITTFワールドツアー・スウェーデンオープン：女子シングルス優勝
- 12月 ITTFワールドツアーグランドファイナル：女子シングルス3位

2017年
- 1月 全日本卓球選手権大会：女子シングルス準優勝、混合ダブルス準優勝（吉村真晴ペア）
- 4月 ITTFワールドツアー・韓国オープン：女子シングルス準優勝
- 6月 第54回世界卓球選手権個人戦（デュッセルドルフ大会）：混合ダブルス優勝（吉村真晴ペア、1969年ミュンヘン大会の長谷川信彦&今野安子組以来の世界選手権制覇[36]）
- 8月 ITTFワールドツアー・ブルガリアオープン：女子シングルス優勝、ダブルス優勝（伊藤美誠ペア）
- 8月 ITTFワールドツアー・チェコオープン：女子シングルス準優勝
- 9月 アジアカップ：3位

2018年
- 1月 全日本卓球選手権大会：女子シングルス ベスト4
- 3月 ワールドカップ団体 銀メダル
- 3月 ITTFワールドツアー・ドイツオープン：女子シングルス優勝
- 4月 アジアカップ：3位
- 5月 第54回世界卓球選手権団体戦（ハルムスタッド大会）：準優勝

2019年
- 4月 第55回世界卓球選手権個人戦（ブダペスト大会）：混合ダブルス準優勝（吉村真晴ペア)
- 9月 アジア選手権（ジョクジャカルタ大会）：団体準優勝、女子ダブルス銅メダル（平野美宇ペア）
- 11月 ワールドカップ団体 銀メダル

2020年
- 1月 全日本選手権：女子シングルス 準優勝
- 2月 ITTFワールドツアー・ドイツオープン：ダブルス準優勝（平野美宇ペア）
- 2月 ITTFチャレンジシリーズ・ポルトガルオープン：女子シングルス優勝
- 2月 ITTFワールドツアー・ハンガリーオープン：ダブルス優勝（平野美宇ペア）

2021年
- 1月 全日本選手権：女子シングルス 優勝
- 3月 WTT中東ハブコンテンダードーハ：ダブルス優勝（平野美宇ペア）
- 3月 WTT中東ハブスターコンテンダードーハ：ダブルス準優勝（平野美宇ペア）

## 成績
※最高成績

### シングルス
- オリンピック 4位（2012年）
- 世界卓球選手権 ベスト8（2009年、2017年）
- ワールドカップ 銀メダル（2015年）
- ITTFワールドツアーグランドファイナル 優勝（2014年）

### ダブルス
- 世界卓球選手権 ベスト16（2011年）
- ITTFワールドツアーグランドファイナル 準優勝（2011年）※福原愛とのペア

#### 混合ダブルス
- 世界卓球選手権 金メダル（2017年）※吉村真晴とのペア

### 団体戦
- オリンピック 銀メダル（2012年）
- 世界卓球選手権 銀メダル（2014年、2016年、2018年）
- ワールドカップ 銀メダル（2011年, 2013年, 2018年）

### 対戦成績
ITTF公式戦における主要選手とのシングルス対戦成績。
太字は最高世界ランク1位の選手

| 対戦数の多い選手 - 鄭怡静 12-9 - 馮天薇 8-12 - 丁寧 0-16 - 梁夏銀 13-3 - 陳思羽 13-3 - 李皓晴 14-1 - ユ・モンユ 8-7 - 朱雨玲 2-13 - 徐孝元 11-3 - 武楊 3-9 - 劉詩雯 0-12 - 李暁霞 0-10 - 森薗美咲 10-0 | その他の主要な選手 - 陳夢 1-7 - 張怡寧 0-2 - 郭躍 1-0 - 郭焱 0-3 - 孫穎莎 1-5 - 王曼昱 0-2 - 福原愛 5-1 - 平野早矢香 4-1 - 伊藤美誠 5-3 - 平野美宇 6-1 - 早田ひな 2-0 |

※2020年3月現在

### 世界ランキング
|        | 1月 | 2月 | 3月 | 4月 | 5月 | 6月 | 7月 | 8月 | 9月 | 10月 | 11月 | 12月 |
| ------ | --- | --- | --- | --- | --- | --- | --- | --- | --- | ---- | ---- | ---- |
| 2006年 |     |     | 420 | 421 | 431 | 427 | 327 | 288 | 350 | 213  | 217  | 192  |
| 2007年 | 186 | 190 | 185 | 185 | 158 | 148 | 145 | 147 | 159 | 156  | 160  | 145  |
| 2008年 | 144 | 143 | 149 | 146 | 155 | 136 | 112 | 114 | 112 | 111  | 106  | 102  |
| 2009年 | 105 | 106 | 97  | 99  | 62  | 59  | 63  | 63  | 64  | 62   | 59   | 57   |
| 2010年 | 52  | 47  | 25  | 28  | 29  | 30  | 34  | 29  | 32  | 18   | 24   | 20   |
| 2011年 | 11  | 8   | 10  | 11  | 10  | 8   | 9   | 11  | 7   | 7    | 7    | 7    |
| 2012年 | 8   | 7   | 6   | 6   | 6   | 5   | 6   | 5   | 8   | 8    | 8    | 9    |
| 2013年 | 9   | 9   | 9   | 9   | 8   | 9   | 11  | 10  | 9   | 9    | 9    | 10   |
| 2014年 | 10  | 10  | 8   | 9   | 10  | 9   | 8   | 9   | 8   | 9    | 6    | 6    |
| 2015年 | 4   | 4   | 5   | 5   | 6   | 5   | 5   | 5   | 5   | 5    | 5    | 5    |
| 2016年 | 7   | 5   | 4   | 4   | 4   | 4   | 6   | 6   | 6   | 5    | 6    | 5    |
| 2017年 | 4   | 3   | 4   | 4   | 6   | 6   | 7   | 7   | 5   | 5    | 4    | 5    |
| 2018年 | 4   | 4   | 3   | 3   | 3   | 4   | 4   | 4   | 4   | 4    | 3    | 3    |
| 2019年 | 3   | 4   | 4   | 6   | 6   | 6   | 6   | 6   | 8   | 8    | 8    | 10   |
| 2020年 | 9   |     |     |     |     |     |     |     |     |      |      |      |

## Tリーグの成績
| 年              | 所属チーム         | 背番号 | 種目     | 試合数 | 勝利 | 敗戦 | 種目     | 試合数 | 勝利 | 敗戦 |
| --------------- | ------------------ | ------ | -------- | ------ | ---- | ---- | -------- | ------ | ---- | ---- |
| 2018年 - 2019年 | 木下アビエル神奈川 | #7     | シングル | 21試合 | 16勝 | 5敗  | ダブルス | 4試合  | 3勝  | 1敗  |
| 2019年 - 2020年 | 木下アビエル神奈川 | #7     | シングル | 15試合 | 11勝 | 4敗  | ダブルス | 0試合  | 0勝  | 0敗  |
| 2020年 - 2021年 | 木下アビエル神奈川 | #7     | シングル | 14試合 | 13勝 | 1敗  | ダブルス | 0試合  | 0勝  | 0敗  |

## 受賞
- JOCスポーツ賞特別功労賞：2010年 … 女子日本代表（福原愛、平野早矢香、石川佳純、藤井寛子、藤沼亜衣）が「世界選手権5大会連続のメダル獲得」を選考理由として受賞。
- 山口市市民栄誉賞：2012年、2014年、2016年
- 報知プロスポーツ大賞 特別賞：2014年
- 上月スポーツ賞：2021年
- 第21回ベストフォーマリスト 女性部門：2023年[38]
- 日本プロスポーツ大賞特別功労賞：2023年[39]

## 主な出演

### テレビ・バラエティー
- 「豪腕！コーチング！ サぁー世界卓球開幕だ！芸能界卓球頂上決戦」（2008年2月21日、テレビ東京）[40]
- 夢対決!とんねるずのスポーツ王は俺だ!スペシャル
  - 夢対決2012 とんねるずのスポーツ王は俺だ!! 5時間スペシャル（2012年1月2日、テレビ朝日）[41]
  - 夢対決2013 とんねるずのスポーツ王は俺だ!!（2013年1月2日、テレビ朝日）[42]
  - とんねるずのスポーツ王は俺だ!! 15回記念5時間スペシャル（2014年1月2日、テレビ朝日）[43]
  - 夢対決!とんねるずのスポーツ王は俺だ!スペシャル（2017年1月2日、テレビ朝日）
  - 夢対決!とんねるずのスポーツ王は俺だ!スペシャル（2018年1月2日、テレビ朝日）
  - 夢対決!とんねるずのスポーツ王は俺だ!スペシャル（2019年1月2日、テレビ朝日）
  - 夢対決!とんねるずのスポーツ王は俺だ!スペシャル（2020年1月2日、テレビ朝日）
  - 夢対決2022とんねるずのスポーツ王は俺だ!!5時間スペシャル（2022年1月2日、テレビ朝日）[44]
  - 夢対決!とんねるずのスポーツ王は俺だ!スペシャル（2023年1月2日、テレビ朝日） ※10回目の参戦[45]
- とんねるずのみなさんのおかげでした 新・食わず嫌い王決定戦（2012年8月30日、フジテレビ）[46]
- 新春大売りだし さんまのまんま（2014年1月2日、フジテレビ）[47]
- おしゃれイズム（2014年9月21日、日本テレビ）[48]
- 新春トップアスリート頂上決戦！“SHOW GUTS スポーツ2014”（2014年12月30日、テレビ東京）[49]
- なるほど!ザ・ワールド（2017年4月8日、フジテレビ） - リポーター[50]
- 土曜スペシャル いい旅・夢気分SP ～2021美しきニッポンの紅葉めぐり～（2021年11月6日、テレビ東京）[51]
- A-Studio+（2023年9月16日、TBS）[52][53]
- さんまのまんま秋SP（2023年10月6日、フジテレビ）[54]
- ニンゲン観察バラエティ モニタリング★スポーツの秋&芸術の秋SP！！（2023年10月26日、TBS）[55]
- アナザースカイ（2023年12月23日、日本テレビ）[56]
- 鶴瓶の家族に乾杯（2024年3月11日、25日、NHK総合）- 福島県古殿町

### テレビ番組
- 密着ドキュメント！日本女子卓球の世界 卓球乙女 ～金メダル最有力競技・ロンドン五輪への道～（2009年3月21日、BS朝日）[57][58]
- アスリートの魂（2011年5月16日、NHK総合）[59]
- 夢をささえる食卓～がんばれ☆ニッポンのスポーツ人
  - 卓球・石川佳純（2012年1月14日、BS日テレ）[60]
  - 卓球・石川佳純 パート2（2012年6月2日、BS日テレ）[61]
  - 卓球・石川佳純 パート3（2012年8月28日、BS日テレ）[62]
- NHKスペシャル 愛と佳純～卓球女子・メダルに挑む～（2012年7月23日、NHK総合）[63]
- 今、伝えたいありがとう 石川佳純（2012年12月2日、テレビ東京）[64]
- 第63回NHK紅白歌合戦（2012年12月31日、NHK総合・ラジオ第1）- 企画ゲスト[65]
- 世界、頂！ニッポン代表応援TV（2013年4月4日、J SPORTS 3）[66]
- 石川佳純20歳〜伝われ！この想い〜（2014年1月26日、テレビ東京）[67]
- 開局50周年！テレビ東京“50人の証言”（2014年4月12日、テレビ東京）[68]
- 情熱大陸 石川佳純／打倒“卓球王国”中国を目標に、アジア大会に挑む（2014年10月5日、TBS）[69]
- スポーツ追体験ドキュメント 「石川佳純が語るリオへの道」（2015年12月19日、NHK BS1）（再放送:2016年1月10日、NHK BS1）[70][71]
- グッと!スポーツ（NHK総合） 
  - 石川佳純編 前編（2016年4月5日）[72]
  - 石川佳純編 後編（2016年4月12日）[73]
- 卓球ニッポン新時代 〜世界一への扉〜（2017年9月23日、BSテレ東）[74]
- プロフェッショナル 仕事の流儀（NHK総合）
  - 「挑戦を、強さに変える」（2018年1月15日）[75]
  - 「石川佳純スペシャル」（2020年8月10日）[76]
  - 「石川佳純スペシャル＋副音声で反省会!」（2020年9月22日）[77]
- 追跡LIVE! Sports ウォッチャー（テレビ東京）
  - 史上最も過酷な卓球日本代表争い 石川佳純 ラスト100日に密着（2020年1月11日）[78][79]
  - 卓球 東京五輪日本代表・石川佳純 世代交代に抗う28歳の素顔に迫る（2021年7月3日）[80]
  - 石川佳純・平野美宇ペア 最強コンビ結成の裏側に迫る（2021年11月27日）[81]
- 卓球日本代表スペシャル 1年後を見据えて 日本代表のいまとこれから（2020年5月19日、J SPORTS）[82]
- 卓球ジャパン! 石川佳純・平野美宇ペアをディープ解説（2021年5月15日、BSテレ東）[83]
- 東京五輪へ －卓球・絆の物語－ 美誠・佳純・美宇 家族との感動秘話（2021年5月23日、テレビ東京）[84]
- 卓球ジャパン! 石川佳純スペシャル（2021年6月12日、BSテレ東）[85]
- 卓球石川佳純 涙の五輪秘話 あなたがいたから強くなれた（2021年11月14日、テレビ東京）[86]
- 卓球ジャパン! 感動をありがとう！2週連続“かすみん”SP前編！（2023年8月26日、BSテレ東）[87]
- 卓球ジャパン! 2週連続“かすみん”SP後編！（2023年9月2日、BSテレ東）[88]
- JA全農 Presents ありがとう石川佳純 未来への旅（2024年1月14日、テレビ東京）[89]

### ラジオ番組
- オードリーのオールナイトニッポン（2021年9月11日、ニッポン放送） - ゲスト
- 石川佳純のオールナイトニッポンGOLD supported by JA全農（2023年9月5日、ニッポン放送） - パーソナリティ[90][91]
- 石川佳純のスマッシュトーク ～今だから言える真実～（2023年12月30日、NHKラジオ第1）
- カスミン'サプリ（2025年3月16日、NHKラジオ第1・NHKワールドJAPAN）

### CM・広告
- 全農
- 山口フィナンシャルグループ（山口銀行・もみじ銀行・北九州銀行） - イメージキャラクター[92]
- 長州産業株式会社
- P&G リオデジャネイロ五輪 ママの公式スポンサー（2015年 - ） - アンバサダー[93]
- ユニクロ[94]
- ムーンバット（2024年 - ）[95]
- キリンビール 本麒麟（2024年 - ）[96]
- 洋服の青山（2024年 - ）[97]
- 白鶴酒造 白鶴 淡雪スパークリング（2024年 - ）[98]

### 映画
- ミックス。（2017年10月21日公開、東宝）監督:石川淳一 - 本人役[99]

### その他
- 第72回NHK紅白歌合戦（2021年12月31日、NHK総合・ラジオ第1） - ゲスト審査員[100]

## スポンサー
- 全農
- ニッタク
- アシックス
- 昭和電工マテリアルズ
- 山口フィナンシャルグループ
- 長州産業
- TOTO
- エアウィーヴ
- CISCO
- バンテリン
- 木下グループ
- SK-II
- IMG